# روبرت جاي شوارتز
روبرت جاي شوارتز (بالإنجليزية: Robert J. Schwartz)‏ هو اقتصادي أمريكي، ولد في 1917، وتوفي في 2006.